# Joseph Cottet
Pour les articles homonymes, voir Cottet.
Joseph Cottet, né le 14 avril 1923 à Bossonnens (originaire du même lieu) et mort le 23 mai 2019, est une personnalité politique suisse, membre du parti des paysans, artisans et indépendants (PAI) puis de l'Union démocratique du centre (UDC).
Il est conseiller d'État du canton de Fribourg de 1971 à 1981, à la tête de la Direction de l'agriculture, de la police et des affaires militaires, et conseiller national de fin 1983 à fin 1987.

## Biographie
Joseph Cottet naît le 14 avril 1923 à Bossonnens, dans le district fribourgeois de la Veveyse. Il est originaire du même lieu,. Son père, Robert, est agriculteur ; sa mère est née Clothilde ou Clotilde Richoz.
Au terme de sa scolarité à Bossonnens et dans la commune voisine d'Attalens, il travaille quelque temps comme agriculteur avant d'étudier deux ans, de 1948 à 1950, à l'École d'agriculture de Grangeneuve (Posieux). Il reprend ensuite le domaine familial,.
Marié à Odile Bochud, couturière de profession, il est père de neuf enfants,.
Il meurt le 23 mai 2019.

## Parcours politique
Il est conseiller communal (exécutif) de Bossonnens de 1952 à 1954 et de 1958 à 1971 et syndic de la commune de 1962 à 1971. Il siège en parallèle au Grand Conseil de 1957 à 1971, où il préside le groupe parlementaire PAI à partir de 1966,.
Il est conseiller d'État de 1971 à 1981, à la tête de la Direction de l'agriculture, de la police et des affaires militaires (nommée Direction des affaires militaires, de l’agriculture, des forêts et des vignes jusqu'en 1973), où il succède à Georges Ducotterd. Il préside le gouvernement en 1976 et 1980. Il se présente pour un troisième mandat en 1981, mais n'est pas réélu en raison l'absence de liste commune avec le Parti démocrate-chrétien,. Ses deux mandats sont marqués notamment par la modernisation des écoles d'agriculture du canton,.
Il siège au Conseil national de 1983 à 1987 sous les couleurs de l'UDC,, après avoir échoué à y décrocher en siège en 1963 et 1967. Il y est notamment membre de la Commission des affaires étrangères, mais intervient surtout sur les questions agricoles. Il renonce à se représenter en 1987, le Parti chrétien-social ayant conditionné la reconduction de l'alliance électorale avec l'UDC à son retrait.
Il se présente une dernière fois, sans succès, à l'élection au Conseil communal de Bossonnens en 1986,.

## Ouvrages
- Les eaux protégées, les eaux partagées : La simple histoire de la guerre des Suisses, Sierre, Éditions à la Carte, 2008, 300 p. (ISBN 978-2-88464-901-8)
- Jean Frasserens, publié en feuilleton dans le journal La Gruyère